# Nagware
Nagware lub annoyware (ang. annoy „męczyć, nękać, irytować”) – oprogramowanie kategorii shareware, które okresowo przerywa normalne działanie (np. przy najczęściej używanych funkcjach programu), aby wyświetlić żądanie uiszczenia zapłaty, które usunie ten komunikat. Powrót do zwykłego trybu wymaga zwykle czynnego potwierdzenia ze strony użytkownika.
Wyświetlane komunikaty mogą pojawiać się jako okna zasłaniające część ekranu, lub jako okna wiadomości, które można szybko zamknąć. Niektóre komunikaty zasłaniają ekran programu na niezmienny czas (np. 5–30 s), zmuszając użytkownika do bezczynnego czekania. Nielicencjonowane programy, których jedną z funkcjonalności jest możliwość drukowania, mogą nakładać znak wodny na wydruku. Najczęściej jednak okna dialogowe z informacjami o płatności wyświetlane są przy starcie programu bądź co pewien czas w trakcie działania.